# کلی کانهی
کلی کانهی (انگلیسی: Kelly Conheeney؛ زادهٔ ۲۴ ژانویهٔ ۱۹۹۱) بازیکن فوتبال اهل ایالات متحده آمریکا است.
از باشگاه‌هایی که در آن بازی کرده‌است می‌توان به اسکای بلو اف‌سی اشاره کرد.
وی همچنین در تیم ملی فوتبال United States U20 بازی کرده‌است.